# 格蘭德艾蘭 (佛羅里達州)
格蘭德艾蘭（英語：Grand Island）是美國佛羅里達州萊克縣一個非建制地區，海拔高度為32米（105英尺），並距離尤斯蒂斯西北約3.5英里（5.6）。當地擁有一所郵政局，而其美國郵遞區號則是32735。